# El largo viaje hacia la ira
El largo viaje hacia la ira es un documental español de 1969, dirigido por Lorenzo Soler. Tiene una duración de 24 minutos y fue galardonado en 1970 con el Premio de la Prensa Internacional en el Festival Internacional de Documental y Cine de Animación de Leipzig.

## Argumento
El documental trata sobre las consecuencias sociales y económicas de la migración interior en España durante los años 60, que trajo a Barcelona y su área metropolitana numerosas personas procedentes de otras regiones como Andalucía, Extremadura, Murcia o Castilla-La Mancha. Se hace especial hincapié en denunciar sus malas condiciones de vida, derivadas de la escasez de viviendas que provocaba que, algunos de ellos, tuvieran que vivir en barracas de construcción propia. El retrato social se acompaña de numerosos datos demográficos, como el número de personas que llegan a la ciudad y sus alrededores o la densidad de población en algunos distritos.